# Amt Belzig
Das Amt Belzig war eine im Kurkreis gelegene territoriale Verwaltungseinheit des 1806 in ein Königreich umgewandelten Kurfürstentums Sachsen.
Bis zur Abtretung an Preußen 1815 bildete es als sächsisches Amt den räumlichen Bezugspunkt für die Einforderung landesherrlicher Abgaben und Frondienste, für Polizei, Rechtsprechung und Heeresfolge.

## Geographische Ausdehnung
Das Amt Belzig war der nördlichste Teil des Kurkreises und des Kurfürstentums Sachsen überhaupt. Es lag im Fläming am Oberlauf der Plane in den Belziger Landschaftswiesen. Das Amt Belzig grenzte nur im Süden an das Kurfürstentum Sachsen. Im Südwesten grenzte es an das Fürstentum Anhalt und das restliche Amtsgebiet umgab die Mark Brandenburg (später zum Königreich Preußen).
Zum Amt gehörten zwei Exklaven, die nördlich des Territoriums im Königreich Preußen lagen.
Das Amtsgebiet liegt heute im Westen des Landes Brandenburg südwestlich von Potsdam und gehört zum Landkreis Potsdam-Mittelmark, dessen Kreisstadt das heutige Bad Belzig ist.

## Angrenzende Verwaltungseinheiten
|                                        | Königreich Preußen (Mark Brandenburg)       |                                       |
| Königreich Preußen (Ziesarscher Kreis) | Kompassrose, die auf Nachbargemeinden zeigt | Königreich Preußen (Mark Brandenburg) |
| Fürstentum Anhalt                      | Kreisamt Wittenberg                         |                                       |

## Geschichte
Im Jahre 1161 wurde in Belzig eine Burg der Askanier erwähnt. Im Zuge der deutschen Ostkolonisation entwickelte sich um diese Burg ein Amtsbezirk des askanischen Kurfürstentums Sachsen. Im 15./Anfang 16. Jahrhundert wurde dieser Amtsbezirk auch als Vogtei Belzig bezeichnet.
Nach der Leipziger Teilung 1485 gehörte das Amt zur ernestinischen Linie der Wettiner. Seit der Niederlage der Ernestiner im Schmalkaldischen Krieg im Jahr 1547 (Wittenberger Kapitulation) war es im Besitz der Albertiner.
Mitte des 15. Jahrhunderts fiel die Herrschaft Rabenstein an den sächsischen Kurfürsten und wurde zunächst als eigenes Amt verwaltet. 1550/52 wurde das Amt Belzig mit dem Amt Rabenstein vereinigt; das neue größere Amt hieß zunächst Amt Belzig-Rabenstein. Im Verlauf des 18. Jahrhunderts fiel der Zusatz Rabenstein weg und das vergrößerte Amt wurde wiederum Amt Belzig genannt.
In Folge der Niederlage des Königreichs Sachsen wurden auf dem Wiener Kongress im Jahr 1815 Gebietsabtretungen an das Königreich Preußen beschlossen, was u. a. den gesamten Kurkreis mit seinen Ämtern betraf. Das Amt Belzig wurde 1816/7 mit dem Zauchischen Kreis zum Landkreis Zauch-Belzig in der preußischen Provinz Brandenburg vereinigt.

## Zugehörige Orte
Nach dem Ortschaftsverzeichnis des Regierungsbezirks Potsdam vom Jahre 1817 gehörten zum Amt Belzig 75 Orte (Städte, Gemeinden, Vorwerk und sonstige Siedlungsplätze). Das Amt hatte im Jahr 1817 eine Einwohnerzahl von 6580 Menschen.
Städte
- Belzig
- Brück
- Niemegk

Dörfer
| - Alte Hölle (heute Wohnplatz im Ortsteil Reetzerhütten) - Altrottstock - Arensnest (Vorwerk) - Baitz - Benken - Bergholz - Borne (Borna) - Buchholz - Dahnsdorf - Dippmannsdorf (Dorf und Forsthaus) | - Fredersdorf (Dorf und Gut) - Garrey - Gömnigk - Grabow - Groß Marzehns - Groß Glien (Vorwerk; in Klein Glien aufgegangen) - Grubo (Grube) - Grützdorf (Vorwerk; Wohnplatz der Stadt Belzig) - Hagelberg - Haseloff | - Hohenwerbig - Jeserig (im Mühlenfließ) - Jeserig (bei Wiesenburg) - Klein Marzehns - Klein Glien (Dorf und Gut) - Klepzig - Kranepuhl - Kuhlewitz - Linthe - Lobbese(e) | - Locktow (Lockte) - Lotzschke - Lübnitz - Lü(h)nsdorf - Lüsse - Lütte - Mahlsdorf - Medewitz - Mörz - Mützdorf | - Nescholz - Neuendorf - Neurietz - Neurottstock - Niederwerbig - Pflügkuf(f) - Preußnitz - Raben - Rabenstein - Rädigke | - Ragösen - Reetz - Reppinichen - Rietz - Sandberg (Dorf und vier Güter) - Schlamau - Schmerwitz - Schwanebeck - Setzsteig - Steindorf | - Trebitz - Weitzgrund - Welsigke - Werdermühle (Mahl-, Oel- und Schneidemühle) - Wiesenburg mit dem Schloss Wiesenburg und Rittergut - Wühlmühle (Mühle) - Zeuden - Ziezo(w) - Zipsdorf - Zixdorf |

Dörfer (Exklaven)
- Busendorf
- Groß Briesen
- Kanin
- Klaistow